# Миома
Миома на матката (на латински: Myoma uteri; на английски: Myoma, Uterine fibroid), наречена още Фиброма, е доброкачествен тумор на матката.

## Описание и причини
Миомата е доброкачествен тумор, който произхожда от гладката мускулна тъкан на матката (миометриума). Среща се най-често при жени на възраст между 35 и 45 години. Тя е най-честият тумор на тялото на матката. Наблюдава се по-често при нераждали жени. 
Миомата на матката засяга 1/4 от жените преминали едва 30-годишна възраст. С възрастта, нараства броят на заболелите: повече от 50% от всички гинекологични операции по света са на миоми.
Причината за миома все още не се знае. Има няколко теории, но нито една от тях не е заключаваща. Знае се, че миомата е хормонозависим тумор, чийто растеж се стимулира от естрогените. Тези хормони обаче не са отговорни за възникването на тумора. Също се предполага, че има генетични произходи. Рискови фактори свързани с миома на матката са възраст, генетичната предразположеност, етнически произход, тегло и хранителни навици. Фактори, евентуално свързани с растежа на миома са: естроген, прогестерон, хормони за растеж, генетични промени и клетки, които не попадат на правилно място в тялото преди раждане.
Тъй като причините за маточна миома не са известни, не се знае със сигурност точно какво ги кара да растат и да се смаляват. Знае се, че поради зависимостта им от хормони те растат бързо по време на бременност, когато хормоните са с повишени нива. Смаляват се, когато се използва хормонална терапия. При менопауза растежа им спира и може размера им да се смали.

## Симптоми
Симптомите са силно зависими от размера и местоположението на възела. Ако миомата е окръглена и дори при набор от възли, които са на повърхността на тялото на матката, в първите стадии оплаквания може да няма. Но след като туморът е голям, тя започва да натиска пикочния мехур, ректума, което води до често уриниране Архив на оригинала от 2016-01-31 в Wayback Machine., запек Архив на оригинала от 2016-01-31 в Wayback Machine., теглеща болка и тежест в корема Архив на оригинала от 2016-01-31 в Wayback Machine., нарушения на менструалния цикъл Архив на оригинала от 2016-01-31 в Wayback Machine. и др.
Ако възлите нарастват (понякога достигат до десет килограма!) излизат извън рамките на таза, жена може да ги напипва с ръка. Отделните възли могат да имат крачета (стволови) – тесни в основата, те често са усукани и прещъпнати. Това винаги е опасно!
Възлите разположени между маточните мускули или в маточната кухина, често има смущение на менструалния цикъл – той е болезнен, с продължителност до 7 дни или повече. Понякога след менструация за същия период продължава зацапване, кървене.
В някои случаи миомните възли, намиращи се в кухината на матката, могат да излязат („родят“) през влагалището. Ако миомата съответства на 12 седмична бременност и води до нарушения на функциите на органите в малкия таз, без хирургическа намеса няма да мине. Ако след настъпване на менопаузата миоми не се появят, но в този период възникне менструално кръвотечение, трябва незабавно да посетите лекар – възможно да е злокачествен тумор.

## Видове миоми
- Субсерозни – обикновено се развиват от външната част на маточната мускулатура и продължават своя растеж извън матката, т.е. към коремната кухина и в този случай отвън те са покрити с перитонеум.
- Интрамурални – те се развиват в рамките на самата маточна стена и водят до нейното значително уголемяване, те са и най-честата форма на миомни възли.
- Субмукозни – тези възли се развиват към маточната кухина и са покрити с маточна лигавица, те най-често водят до по-сериозните симптоми на заболяването като значителното кървене; освен това именно те най-често се свързват с прояви на безплодие и аборт.[5]

## Усложнения
Могат да се наблюдават следните усложнения:
- инфекциозни – ендометрит, аднексит;
- механични – торзия на миомния възел, компресия на съседни органи;
- дистрофични промени – в миомния възел може да настъпи оток, некроза, кистозна дегенерация, хиалинизация, калцификация;
- злокачествени промени – саркоматозна дегенерация;
- усложнения по време на бременност и раждане – аборт, неправилни предлежания, препятствие в родовия канал, родова слабост.

## Лечение
Лечението зависи от възрастта на жената, локализацията, големината на миомния възел и от симптоматиката. При жени, при които миомата не нараства и протича безсимптомно не се налага лечение. Това се отнася особено за жени, които навлизат в менопауза. Извършват се контролни прегледи на всеки 6 месеца.
Лечението бива консервативно и оперативно:
- Консервативното лечение е насочено към спиране на кръвозагубата и премахване на анемията, обезболяване и намаляване на размера на миомния възел. Провежда се хормонално лечение с цел блокиране на функцията на яйчниците.

- Оперативно лечение се провежда при наличие на бързо уголемяване, притискане на други съседни органи, възпаления и силни кръвотечения, и други усложнения. То се определя от специалист.